# Зито
Жозе Эли де Миранда «Зито» (порт. José Ely Miranda; 8 августа 1932, Розейра штат Сан-Паулу — 14 июня 2015, Сантус) — бразильский футболист, полузащитник. Игрок сборной Бразилии. Чемпион мира — 1958 и 1962 годов. Провёл за «Сантос» 733 матча и забил в них 57 мячей. После завершения игровой карьеры работал администратором в «Сантосе».

## Биография
Начинал спортивную карьеру в команде «Таубате́». С 1952 года выступал за «Сантос», а в 1955 году дебютировал в сборной Бразилии, с которой выиграл два чемпионата мира. За свою манеру игры, уверенные действия на поле и лидерские качества, получил прозвище «Жеренти», то есть «Хозяин». Главный тренер легендарной команды «рыб» 1960 годов Лула зачастую доверял именно Зито определять игру и частично — тактику команды. Зито выделялся тем, что всегда подстёгивал партнёров продолжать забивать голы, даже в тех ситуациях, когда команда уже уверенно вела в счёте и судьба матча была ясна.
Помимо лидерских качеств, Зито обладал и отличной техникой. Зачастую именно его результативные передачи находили Пеле и Коутиньо, а для них забивать красивые голы было уже делом техники. Всего за Сантос Зито выступал 15 лет. Он выиграл девять чемпионатов штата Сан-Паулу, пять чемпионатов Бразилии (на тот момент турнир назывался Кубок Бразилии), два Кубка Либертадорес, два Межконтинентальных кубка и 4 турнира Рио-Сан-Паулу. Во втором для себя финале чемпионата мира в 1962 году против Чехословакии Зито стал автором одного из голов.
По окончании карьеры футболиста, Зито остался в «Сантосе». Долгие годы работал в управлении клуба.
14 июня 2015 года Зито умер в больнице в Сантусе, где находился с инсультом.

## Достижения
- Участник чемпионатов мира: 1958, 1962, 1966
- Чемпион мира (2): 1958, 1962
- Обладатель Кубка Бразилии (ныне победы приравнены к титулу чемпиона Бразилии) (5): 1961, 1962, 1963, 1964, 1965
- Обладатель Кубка Либертадорес (2): 1962, 1963
- Обладатель Межконтинентального Кубка (2): 1962, 1963
- Чемпион штата Сан-Паулу (10): 1955, 1956, 1958, 1960, 1961, 1962, 1964, 1965, 1967, 1968
- Победитель турнира Рио — Сан-Паулу (4): 1959, 1963, 1964, 1965
- Обладатель Кубка Освалдо Круза (3): 1955, 1961, 1962
- Обладатель O’Higgins Cup (2): 1955, 1959
- Обладатель Кубка Рока (2): 1957, 1963
- Обладатель трофея «Theresa Herrera» (1): 1959
- Победитель турнира «Colombino Huelva» (1): 1959
- Paris Tournament (2): 1960, 1961
- Buenos Aires Tournament (1): 1965